# Kutlovo, Kragujevac
Kutlovo (izvirno srbsko Кутлово) je naselje v Srbiji, ki upravno spada pod mesto Kragujevac; slednje pa je del Šumadijskega upravnega okraja.

## Demografija
V naselju živi 189 polnoletnih prebivalcev, pri čemer je njihova povprečna starost 42,4 let (39,9 pri moških in 44,9 pri ženskah). Naselje ima 68 gospodinjstev, pri čemer je povprečno število članov na gospodinjstvo 3,43.
To naselje je, glede na rezultate popisa iz leta 2002, večinoma srbsko.
|  |

| Demografija | Demografija     | Demografija     |
| Leto        | Št. prebivalcev | Št. prebivalcev |
| ----------- | --------------- | --------------- |
|             |                 |                 |
|             |                 |                 |
|             |                 |                 |
|             |                 |                 |
| 1948        | 478             |                 |
| 1953        | 391             |                 |
| 1961        | 358             |                 |
| 1971        | 283             |                 |
| 1981        | 270             |                 |
| 1991        | 224             | 222             |
| 2002        | 240             | 236             |
|             |                 |                 |

| Etnična sestava po popisu iz leta 2002 | Etnična sestava po popisu iz leta 2002 | Etnična sestava po popisu iz leta 2002 | Etnična sestava po popisu iz leta 2002 | Etnična sestava po popisu iz leta 2002 |
| -------------------------------------- | -------------------------------------- | -------------------------------------- | -------------------------------------- | -------------------------------------- |
| Srbi                                   | Srbi                                   |                                        | 233                                    | 98,72%                                 |
| Neznano                                | Neznano                                |                                        | 3                                      | 1,27%                                  |